# Син Хесон
Син Хесо́н (кор. 신혜선; род. 31 августа 1989, Сеул, Республика Корея) — южнокорейская актриса. Её актёрский дебют состоялся в телесериале «Школа 2013». Она наиболее известна своими ролями в таких сериалах, как «Хвала смерти» (2018), «30, но 17» (2018), «Дан: единственная любовь» (2019) и «Королева Чхорин» (2020—2021), «Встретимся в моей 19-й жизни» (2023).

## Карьера

### 2012—2015: Начало карьеры
Актёрский дебют Син Хесон состоялся в телесериале «Школа 2013» после успешного прослушивания на несколько ролей школьниц. Она сыграла роль школьницы с таким же именем как и у неё.
В 2015 году Хесон исполнила более серьёзные роли в дорамах «О мой призрак» и «Она была красивой». Хотя оба сериала были романтическими комедиями, созданные ею образы резко отличались друг от друга.

### 2016—2017: Прорыв
28 марта 2016 года Син Хесон подписала контракт с агентством YNK Entertainment.
26 апреля 2016 года агентство актрисы объявило, что она выбрана эксклюзивной моделью для косметического бренда AQUTOP.
2016 год стал прорывным в карьере актрисы. Её роль доверчивой и романтически наивной девушки в паре с актёром Сонгуном в телесериале «Пять детей» принесла ей популярность среди зрителей. В том же году она снялась в романтической фэнтези-драме «Легенда синего моря».
В 2017 году сыграла ведущую роль в фильме «День», который хорошо прошёл в прокате. Также Хесон сыграла одну из ключевых ролей в детективном триллере «Таинственный лес». Вскоре после этого она получила главную роль в телесериале «Моя золотая жизнь».
В 2018 году Син снялась в мини-сериале «Хвала смерти». Затем она появилась в романтических сериалах «30, но 17» и «Дан: единственная любовь».
В 2020 году сыграла главную роль в фильме «Невиновность», за которую получила номинацию «Лучшая новая актриса» на 14-й премии «Голубой дракон». Вскоре Син снялась в дораме «Королева Чорин». Проект стал хитом в Южной Корее и стал 7-м сериалом с самыми высокими рейтингами на кабельном телевидении.

## Фильмография

### Телесериалы
| Год  | Название                     | Роль              | Канал |
| ---- | ---------------------------- | ----------------- | ----- |
| 2012 | Школа 2013                   | Син Хесон         | KBS2  |
| 2014 | Глаза ангела                 | молодая Чха Минсу | SBS   |
| 2014 | Король старшей школы         | Ко Юнджу          | tvN   |
| 2014 | Вечно молоды                 | Хан Мисо          | VTV   |
| 2015 | О мой призрак                | Кан Ынхи          | tvN   |
| 2015 | Она была красивой            | Хансоль           | MBC   |
| 2016 | Пять детей                   | Ли Ёнтхэ          | KBS2  |
| 2016 | Легенда синего моря          | Чха Сиа           | SBS   |
| 2017 | Таинственный лес             | Ён Ынсу           | tvN   |
| 2017 | Моя золотая жизнь            | Со Джиан          | KBS2  |
| 2018 | 30, но 17                    | У Сори            | SBS   |
| 2018 | Хвала смерти                 | Юн Симдок         | SBS   |
| 2019 | Дан: единственная любовь     | Ли Ёнсо           | KBS   |
| 2020 | Королева Чхорин              | Ким Соён          | tvN   |
| 2023 | Встретимся в моей 19-й жизни | Пан Джиым         | tvN   |
| 2023 | Добро пожаловать в Самдалли  | Чхо Самдаль       | JTBC  |

### Фильмы
| Год  | Название                | Роль       |
| ---- | ----------------------- | ---------- |
| 2014 | Однажды летней ночью    | Сора       |
| 2014 | Реванш                  | Чуён       |
| 2016 | Жестокий прокурор       | Юна        |
| 2017 | День                    | Мигён      |
| 2020 | Невиновность            | Ан Джонин  |
| 2020 | Коллекционеры           | Куратор Юн |
| 2023 | Объект преследования    | Чан Сохён  |
| 2023 | Ответственная гражданка | Со Симин   |

### Музыкальные видео
| Год  | Название                     | Исполнитель                                      |
| ---- | ---------------------------- | ------------------------------------------------ |
| 2013 | «What Women Want» муз. видео | Curious (feat. Чон Ёп из группы Brown Eyed Soul) |

## Награды и номинации
| Год  | Награда                | Категория                                       | Номинированная работа         | Результат | Ссылка        |
| ---- | ---------------------- | ----------------------------------------------- | ----------------------------- | --------- | ------------- |
| 2015 | MBC Drama Awards       | Лучшая новая актриса мини-сериала               | Она была красивой             | Номинация | [ 15 ]        |
| 2016 | Scene Stealer Festival | Новичок года                                    | Пять детей, Жестокий прокурор | Победа    | [ 16 ]        |
| 2016 | KBS Drama Awards       | Лучшая новая актриса                            | Пять детей                    | Номинация | [ 17 ]        |
| 2016 | KBS Drama Awards       | Лучшая актриса второго плана                    | Пять детей                    | Номинация |               |
| 2016 | KBS Drama Awards       | Лучшая пара (с Сон Хуном)                       | Пять детей                    | Номинация |               |
| 2016 | SBS Drama Awards       | Награда за совершенство, Актриса фэнтези-дорамы | Легенда синего моря           | Номинация |               |
| 2017 | The Seoul Awards       | Лучшая новая актриса (Дорама)                   | Таинственный лес              | Номинация | [ 18 ] [ 19 ] |
| 2017 | KBS Drama Awards       | Награда за высшее совершенство, Актриса         | Моя золотая жизнь             | Номинация | [ 20 ]        |
| 2017 | KBS Drama Awards       | Награда за совершенство, Актриса телесериала    | Моя золотая жизнь             | Победа    |               |
| 2017 | KBS Drama Awards       | Лучшая пара (с Пак Си Ху)                       | Моя золотая жизнь             | Победа    | [ 21 ]        |
| 2017 | KBS Drama Awards       | Награда интернет-пользователей, Актриса         | Моя золотая жизнь             | Номинация |               |